# Filistinuna
Filistinuna (« Notre Palestine ») est un journal mensuel fondé en 1959 par Yasser Arafat et Salah Khalaf qui développait les idées du Fatah. Il était animé par le Fatah notamment par Abou Jihad et comptait un nombre de rédacteurs palestiniens communistes non membre du parti.
Le journal était distribué clandestinement à Koweït et à Beyrouth et était interdit pas certains États arabes car il développait l'idée que « le peuple palestinien se constituera en entité indépendante avec son identité propre ». Ses auteurs furent accusés de régionalisme. Elle lance surtout le slogan « La libération de la Palestine est la voie de l'unité arabe »  ce qui s'oppose au slogan développé par les chefs arabes « L'unité arabe d'abord, la libération de la Palestine ensuite » .
Dans les différentes publications, la revue précise peu à peu les principes essentiels du mouvement:
- La Palestine ne peut être récupéré que par la lutte armée. Cette lutte doit être menée par les peuples palestinien et arabe qui trouveront leur unité sur le champ de bataille.
- Le mouvement doit être indépendant et ne doit pas être contrôlé par les pays arabes ou les partis politiques ni s'y soumettre.
- Il ne faut pas être prisonnier d'idéologies sectaires, mais regrouper tous les éléments palestiniens. Il est donc prématuré de vouloir discuter dès maintenant de ce que sera l'État libéré.
- Les États arabes faisant passer leurs intérêts propres avant ceux de la cause palestinienne, il ne faut leur demander que de protéger les arrières et laisser le mouvement agir sans participer directement à son action. De son côté, le mouvement ne doit pas s'ingérer pas dans les affaires intérieures des États arabes.
- L'objectif est la libération de la totalité du territoire palestinien et la destruction des structures politiques, militaires, économiques et sociales de l'entité sioniste.